# Dona (album)
Dona – drugi album Aldony „Dony” Dąbrowskiej wydany w 1998 roku przez wytwórnię fonograficzną BMG Poland.

## Lista utworów
1. „Tak będzie lepiej”
2. „Czubi lubi man”
3. „Bliżej gwiazd tak blisko”
4. „Za mój stracony czas”
5. „Zdobyć szczyt”
6. „Uwięziony ptak”
7. „Dajesz mi śmiech”
8. „Podaj dłoń jak bratu” feat. Just 5
9. „Bliżej gwiazd tak blisko (Sax Version)”
10. „Paeya-o!”
11. „Płonę”
12. „Jutro dam ci wszystko”
13. „Ja rzeka”
14. „Tak będzie lepiej (Extended Version)”